# Val-Mont
Val-Mont is een gemeente in het Franse departement Côte-d'Or (regio Bourgogne-Franche-Comté). De gemeente maakt deel uit van het arrondissement Beaune. Val-Mont is op 1 januari 2016 ontstaan door de fusie van de gemeenten Ivry-en-Montagne en Jours-en-Vaux. 
1. ↑  Populations de référence 2022.